# Golden Globe Award/Beste Serie – Komödie oder Musical
Der Golden Globe Award in der Kategorie Beste Serie – Komödie oder Musical wurde erstmals 1970 vergeben. Es werden jeweils Fernsehserien des Vorjahrs ausgezeichnet. In unten stehender Tabelle sind die Preisträger nach dem Jahr der Verleihung gelistet.

## 1970er-Jahre
- 1970 – The Governor & J.J.
  - The Carol Burnett Show
  - Love, American Style
  - The Glen Campbell Goodtime Hour
  - Rowan & Martin's Laugh-In

- 1971 – The Carol Burnett Show
  - The Courtship of Eddie's Father
  - Lieber Onkel Bill
  - The Glen Campbell Goodtime Hour
  - Die Partridge Familie

- 1972 – All in the Family
  - The Carol Burnett Show
  - The Flip Wilson Show
  - Mary Tyler Moore
  - Die Partridge Familie

- 1973 – All in the Family
  - M*A*S*H
  - Mary Tyler Moore
  - Maude
  - The Sonny & Cher Comedy Hour

- 1974 – All in the Family
  - The Carol Burnett Show
  - Mary Tyler Moore
  - Sanford and Son
  - The Sonny & Cher Comedy Hour

- 1975 – Rhoda
  - All in the Family
  - The Carol Burnett Show
  - Mary Tyler Moore
  - Maude

- 1976 – Barney Miller
  - All in the Family
  - The Carol Burnett Show
  - Chico and the Man
  - Mary Tyler Moore

- 1977 – Barney Miller
  - The Carol Burnett Show
  - Donny & Marie
  - Happy Days
  - Laverne & Shirley
  - M*A*S*H

- 1978 – All in the Family
  - Barney Miller
  - The Carol Burnett Show
  - Happy Days
  - Laverne & Shirley

- 1979 – Taxi
  - All in the Family
  - Alice
  - Love Boat
  - Herzbube mit zwei Damen

## 1980er-Jahre
- 1980 – Taxi und Alice
  - The Associates
  - Love Boat
  - M*A*S*H

- 1981 – Taxi
  - Alice
  - Love Boat
  - M*A*S*H
  - Soap – Trautes Heim

- 1982 – M*A*S*H
  - Barbara Mandrell and the Mandrell Sisters
  - Love Boat
  - Private Benjamin
  - Taxi

- 1983 – Fame
  - Cheers
  - Love, Sidney
  - M*A*S*H
  - Taxi

- 1984 – Fame
  - Buffalo Bill
  - Cheers
  - Newhart
  - Taxi

- 1985 – Die Bill Cosby Show
  - Cheers
  - Fame
  - Die Jeffersons
  - Kate & Allie

- 1986 – Golden Girls
  - Die Bill Cosby Show
  - Familienbande
  - Kate & Allie
  - Das Model und der Schnüffler

- 1987 – Golden Girls
  - Cheers
  - Die Bill Cosby Show
  - Familienbande
  - Das Model und der Schnüffler

- 1988 – Golden Girls
  - Cheers
  - Familienbande
  - Frank's Place
  - Inspektor Hooperman
  - Das Model und der Schnüffler

- 1989 – Wunderbare Jahre
  - Cheers
  - Golden Girls
  - Murphy Brown
  - Roseanne

## 1990er-Jahre
- 1990 – Murphy Brown
  - Cheers
  - Designing Women
  - Harrys Nest
  - Golden Girls
  - Wunderbare Jahre

- 1991 – Cheers
  - Designing Women
  - Golden Girls
  - Eine schrecklich nette Familie
  - Murphy Brown

- 1992 – Brooklyn Bridge
  - Cheers
  - Daddy schafft uns alle
  - Golden Girls
  - Murphy Brown

- 1993 – Roseanne
  - Brooklyn Bridge
  - Cheers
  - Daddy schafft uns alle
  - Murphy Brown

- 1994 – Seinfeld
  - Coach
  - Frasier
  - Hör mal, wer da hämmert
  - Roseanne

- 1995 – Frasier und Verrückt nach dir
  - Grace
  - Hör mal, wer da hämmert
  - Seinfeld

- 1996 – Cybill
  - Frasier
  - Friends
  - Verrückt nach dir
  - Seinfeld

- 1997 – Hinterm Mond gleich links
  - Frasier
  - Friends
  - The Larry Sanders Show
  - Verrückt nach dir
  - Seinfeld

- 1998 – Ally McBeal
  - Hinterm Mond gleich links
  - Frasier
  - Friends
  - Seinfeld
  - Chaos City

- 1999 – Ally McBeal
  - Dharma & Greg
  - Frasier
  - Just Shoot Me – Redaktion durchgeknipst
  - Chaos City

## 2000er-Jahre
- 2000 – Sex and the City
  - Ally McBeal
  - Dharma & Greg
  - Chaos City
  - Will & Grace

- 2001 – Sex and the City
  - Ally McBeal
  - Frasier
  - Malcolm mittendrin
  - Will & Grace

- 2002 – Sex and the City
  - Ally McBeal
  - Frasier
  - Friends
  - Will & Grace

- 2003 – Lass es, Larry!
  - Friends
  - Sex and the City
  - Die Simpsons
  - Will & Grace

- 2004 – The Office
  - Arrested Development
  - Monk
  - Sex and the City
  - Will & Grace

- 2005 – Desperate Housewives
  - Arrested Development
  - Entourage
  - Sex and the City
  - Will & Grace

- 2006 – Desperate Housewives
  - Lass es, Larry!
  - Entourage
  - Alle hassen Chris
  - My Name Is Earl
  - Weeds – Kleine Deals unter Nachbarn

- 2007 – Alles Betty!
  - Desperate Housewives
  - Entourage
  - Das Büro
  - Weeds – Kleine Deals unter Nachbarn

- 2008 – Extras
  - 30 Rock
  - Californication
  - Entourage
  - Pushing Daisies

- 2009 – 30 Rock
  - Californication
  - Entourage
  - Das Büro
  - Weeds – Kleine Deals unter Nachbarn

## 2010er-Jahre
2010
- Glee
  - 30 Rock
  - Entourage
  - Modern Family
  - Das Büro (The Office)

2011
- Glee
  - 30 Rock
  - The Big Bang Theory
  - The Big C
  - Modern Family
  - Nurse Jackie

2012
- Modern Family
  - Enlightened – Erleuchtung mit Hindernissen (Enlightened)
  - Episodes
  - Glee
  - New Girl

2013
- Girls
  - The Big Bang Theory
  - Episodes
  - Modern Family
  - Smash

2014
- Brooklyn Nine-Nine
  - The Big Bang Theory
  - Girls
  - Modern Family
  - Parks and Recreation

2015
Transparent
- Girls
- Jane the Virgin
- Orange Is the New Black
- Silicon Valley

2016
Mozart in the Jungle
- Casual
- Orange Is the New Black
- Silicon Valley
- Transparent
- Veep – Die Vizepräsidentin (Veep)

2017
Atlanta
- Black-ish
- Mozart in the Jungle
- Transparent
- Veep – Die Vizepräsidentin (Veep)

2018
The Marvelous Mrs. Maisel
- Black-ish
- Master of None
- Smilf
- Will & Grace

2019
The Kominsky Method
- Barry
- The Good Place
- Kidding
- The Marvelous Mrs. Maisel

## 2020er Jahre
2020
Fleabag
- Barry
- The Kominsky Method
- The Marvelous Mrs. Maisel
- The Politician

2021
Schitt’s Creek
- Emily in Paris
- The Flight Attendant
- The Great
- Ted Lasso

2022
Hacks
- The Great
- Only Murders in the Building
- Reservation Dogs
- Ted Lasso